# Тингволл
Тингволл (норв. Tingvoll) — коммуна в губернии Мёре-ог-Ромсдал в Норвегии. Административный центр коммуны — город Тингволл. Официальный язык коммуны — нейтральный. Население коммуны на 2007 год составляло 3082 чел. Площадь коммуны Тингволл — 336,95 км², код-идентификатор — 1560.

## История населения коммуны
Население коммуны за последние 60 лет.

Статистика коммуны Тингволл